# Реакция Соммле — Хаузера
Реакция Соммле-Хаузера (в честь М. Соммле и Чарльза Хаузера) — это реакция перегруппировки, возникающая при обработке амидами щелочных металлов бензильных четвертичных аммониевых солей. Продукт реакции, третичный бензиламин, может подвергаться дальнейшему алкилированию и затем снова претерпевать перегруппировку. Процесс можно продолжать, ведя алкилирование по циклу до второго орто-положения.
Перегруппировка идет с высокими выходами и её можно провести с ароматическими циклами, содержащими различные заместители. Чаще всего, в реакцию вводят субстраты, имеющие три метильньные группы у азота, но можно использовать, и другие группы, однако при наличии β-водорода конкурирующей реакцией часто становится элиминирование по Гофману. Если три группы у азота разные, могут получаться конкурентные продукты. Перегруппировка Стивенса также является конкурирующим процессом.

## Механизм реакции
Бензильный метиленовый протон является кислотным, и депротонирование приводит к образованию илида. Второй этап реакции – это 2,3-сигматропный сдвиг.